# Surendranagar Dudhrej
Surendranagar Dudhrej (gujarati:દૂધરેજ) (hindi: दुधरेज) és una municipalitat a la ciutat de Surendranagar, districte de Surendranagar, en l'estat indi del Gujarat. Principalment, el municipi de Dudhrej està connectat directament amb la ciutat i municipalitat de Wadhwan.

## Història
Dudhrej fou també el nom d'un petit estat tributari protegit de l'agència de Kathiawar, regió de Gujarat, presidència de Bombai format per dos pobles amb tres tributaris separats. Els ingressos estimats eren de 1834 lliures pagant un tribut de 110 lliures al govern britànic i de 9 lliures al nawab de Junagarh.